# Boog (spoor)

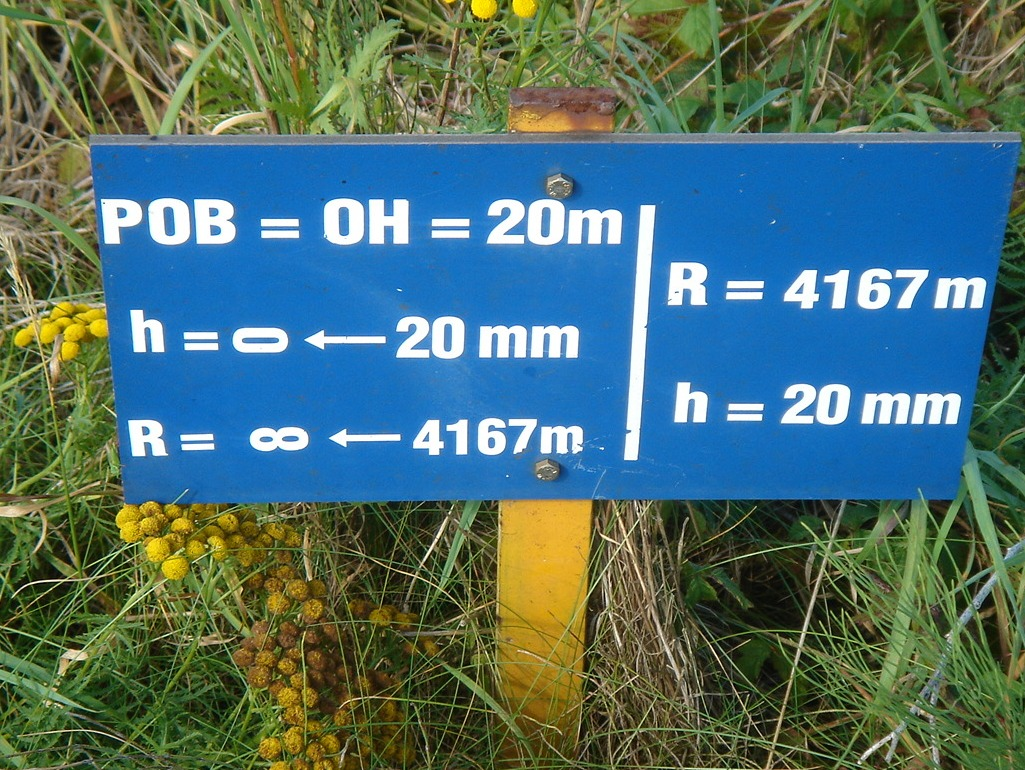
Een bordje naast de spoorlijn tussen Brugge en Gent geeft aan waar de cirkel overgaat in de parabolische overgangsboog

Een boog is een bocht in een spoor- of tramweg. Bij spoorwegen in Nederland is de boogstraal minimaal 190 meter op spoorgedeeltes waar maximaal 40 km/h gereden mag worden en minimaal 400 meter waar sneller gereden mag worden. 
De term boog wordt ook gebruikt voor een verbindingsboog als aansluiting tussen twee spoorwegen. Voorbeelden van verbindingsbogen zijn de Hemboog, de Gooiboog en de Utrechtboog in Nederland, en de Leuvenboog in België.
Enigszins verwarrend is de naam Hanzeboog, dit is een spoorbrug.